# Álvarez de Lara
Álvarez de Lara es una familia noble perteneciente a la Casa de Lara El linaje aparece en 1170, fruto del conde Álvaro Núñez de Lara, hijo del conde Nuño Pérez de Lara y de Teresa Fernández de Traba, quien después de enviudar, fue reina consorte por su matrimonio con el rey Fernando II de León. Álvaro Núñez de Lara contrajo matrimonio con Urraca Díaz de Haro y tuvo descendencia ilegítima con Teresa Gil de Osorno. De esta unión nacen Fernando Álvarez de Lara, heredero de Valdenebro, Rodrigo Álvarez de Lara, que sería señor de Alcalá y Tamariz y Nuño Álvarez de Lara.